# Erick Barkley
Erick Barkley (Queens, 21 de fevereiro de 1978) é um ex-jogador norte-americano de basquete profissional que atuou na  National Basketball Association (NBA). Foi o número 28 do Draft de 2000.